# Gilbert Mercier
Gilbert Mercier (* 2. Mai 1931 in Sainte-Foy-Tarentaise) ist ein früherer französischer Biathlet und Skilangläufer.
Gilbert Mercier nahm als Skilangläufer bei den nordischen Skiweltmeisterschaften 1954 in Falun teil und belegte dabei den sechsten Platz mit der Staffel. Vier Jahre später errang er bei den nordischen Skiweltmeisterschaften in Lahti den 61. Platz über 15 km.
Bei den Olympischen Winterspielen 1960 von Squaw Valley nahm er am ersten olympischen Biathlonrennen teil. Mit einer Stunde und 29:16.6 Minuten lief er die siebtbeste Langlaufzeit. Aufgrund seiner 17 Schießfehler – Mercier traf also nur drei seiner 20 Schüsse – erhielt er 34 Strafminuten und wurde am Ende 27. der 30 Starter. Bei der Biathlon-Weltmeisterschaft 1963 in Seefeld in Tirol kam er auf den 29. Platz. Zwei Jahre später kam in Elverum ein 42. Platz hinzu. 1966 wurde er in Garmisch-Partenkirchen nicht nur 33. des Einzels, sondern mit Louis Romand, Daniel Claudon und Paul Romand beim erstmals offiziell ausgetragenen Staffelrennen Siebter. Die letzten Biathlon-Weltmeisterschaften wurden die Welttitelkämpfe 1967 in Altenberg, wo Mercier 42. des Einzels wurde.